# 西爾萬比奇 (紐約州)
西爾萬比奇（英語：Sylvan Beach）是位於美國紐約州奧奈達縣的村。

## 人口
根據2020年美國人口普查的數據，西爾萬比奇的面積為1.83平方千米，當中陸地面積為1.78平方千米，而水域面積為0.05平方千米。當地共有人口890人，而人口密度為每平方千米486人。